# نادي كرولي تاون
نادي كرولي تاون (بالإنجليزية: Crawley Town F.C.)‏ هو فريق كرة قدم من مدينة كرولي في المملكة المتحدة، أُسس بتاريخ 1896، يلعب في الدوري الإنجليزي الدرجة الأولى، في ملعب برودفيلد، يدرب النادي ريتشي باركر (لاعب كرة قدم).

## وصلات خارجية
- صفحة بيانات نادي كرولي تاون على موقع كووورة، تاريخ الوصول: 24 سبتمبر 2018.
- الموقع الرسمي